# Heriaeus buffoni
Heriaeus buffoni es una especie de araña cangrejo del género Heriaeus, familia Thomisidae. Fue descrita científicamente por Audouin en 1826.

## Distribución
Esta especie se encuentra en África del Norte e Israel.